# Gastrulation
 (février 2023).
Améliorez-le ou discutez des points à vérifier. 
 (février 2022).
La mise en forme du texte ne suit pas les recommandations de Wikipédia : il faut le « wikifier ».
Les points d'amélioration suivants sont les cas les plus fréquents. Le détail des points à revoir est peut-être précisé sur la page de discussion.
- Les titres sont pré-formatés par le logiciel. Ils ne sont ni en capitales, ni en gras.
- Le texte ne doit pas être écrit en capitales (les noms de famille non plus), ni en gras, ni en italique, ni en « petit »…
- Le gras n'est utilisé que pour surligner le titre de l'article dans l'introduction, une seule fois.
- L'italique est rarement utilisé : mots en langue étrangère, titres d'œuvres, noms de bateaux, etc.
- Les citations ne sont pas en italique mais en corps de texte normal. Elles sont entourées par des guillemets français : « et ».
- Les listes à puces sont à éviter, des paragraphes rédigés étant largement préférés. Les tableaux sont à réserver à la présentation de données structurées (résultats, etc.).
- Les appels de note de bas de page (petits chiffres en exposant, introduits par l'outil «  Source ») sont à placer entre la fin de phrase et le point final[comme ça].
- Les liens internes (vers d'autres articles de Wikipédia) sont à choisir avec parcimonie. Créez des liens vers des articles approfondissant le sujet. Les termes génériques sans rapport avec le sujet sont à éviter, ainsi que les répétitions de liens vers un même terme.
- Les liens externes sont à placer uniquement dans une section « Liens externes », à la fin de l'article. Ces liens sont à choisir avec parcimonie suivant les règles définies. Si un lien sert de source à l'article, son insertion dans le texte est à faire par les notes de bas de page.
- La présentation des références doit suivre les conventions bibliographiques. Il est recommandé d'utiliser les modèles {{Ouvrage}}, {{Chapitre}}, {{Article}}, {{Lien web}} et/ou {{Bibliographie}}. Le mode d'édition visuel peut mettre en forme automatiquement les références.
- Insérer une infobox (cadre d'informations à droite) n'est pas obligatoire pour parachever la mise en page.

Pour une aide détaillée, merci de consulter Aide:Wikification.
Si vous pensez que ces points ont été résolus, vous pouvez retirer ce bandeau et améliorer la mise en forme d'un autre article.

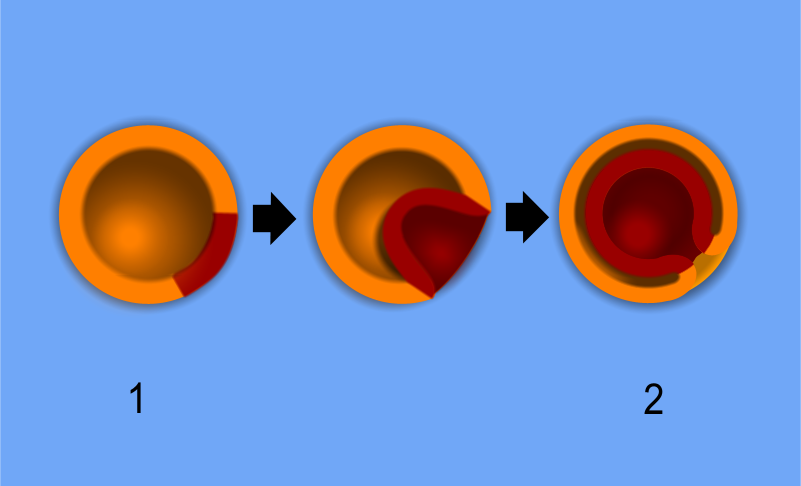
1 - blastula, 2 - gastrula ;
en orange - ectoderme),
en rouge - endoderme (ou endoblaste).

La gastrulation correspond à la seconde phase de développement embryonnaire lors de laquelle la mitose est en continuel ralentissement. C'est la période durant laquelle les mouvements morphogéniques permettent le remaniement des blastomères qui se répartissent en deux ou trois feuillets : un feuillet externe (ectoderme), un feuillet moyen présent seulement chez les triploblastiques (mésoderme) et un feuillet interne (endoderme). La gastrulation, comme stade du développement embryonnaire de tous les animaux, a été découverte par Alexandre Kovalevski.
La gastrulation débute entre le 14e et le 15e jour du cycle cellulaire, elle est directement précédée de la segmentation et suivie par la neurulation.
Il y a différents types de gastrulation, selon la nature des œufs concernés. Il y a cinq types d'œufs : Les oligolécithes (ou alécithes), les hétérolécithes, les centrolécithes et les télolécithes.
Au début de la gastrulation, l'embryon possède une symétrie quasiment sphérique. À la fin, la symétrie fondamentale du groupe animal (radiaire, bilatérien) est mise en place. La façon dont se déroule la gastrulation aura donc des conséquences sur la morphologie de l'adulte, et permet de différencier les quatre grands phyla animaux. Cette période est décisive pour le développement de l'organisme, toute anomalie ayant lieu avant cette gastrulation conduisant à la mort de l'« embryon » : C'est une réaction dite en « tout ou rien ».

## Différents types d'œufs

### Œufs oligolécithes
Les œufs oligolécithes sont pauvres en vitellus, leur gastrulation se fait par embolie.

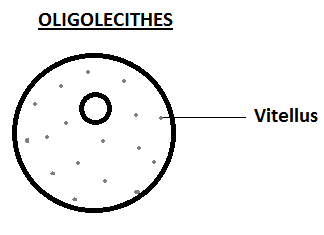
Un œuf oligolécithe

#### Apparition de mouvements cellulaires coordonnés
- Ingression du mésenchyme primaire.

Le pôle végétatif de la blastula sphérique s’épaissit et s'aplatit, les cellules se modifient puis se dissocient et migrent sur le blastocèle. Les cellules dérivées des micromètres forment alors le mésenchymes primaire (squelette de la larve).
Ingression de migration des cellules du mésenchyme primaire grâce aux modifications du cytoplasme et de la surface cellulaire.
- Migration du mésenchyme primaire.

Les cellules du mésenchyme primaire développent de longues expansions cytoplasmiques (filopodes) puis ne sont pas impliqués dans les mouvements de migration. Ces filopodes jouent un rôle dans la reconnaissance de la polarisation dorso-ventrale de l'ectoderme.
- Inflexion du pôle végétatif dans le blastocèle.

Les cellules du mésenchyme primaire forment un anneau dans la partie végétative du blastocèle : les cellules restées dans le pôle végétatif bougent pour combler les vides causés par l'ingression du mésenchyme.
La plaque végétative s'aplatit et il y a invagination de cette dernière. Puis l'invagination s'arrête et la région invaginée devient l'archentéron (tube digestif primitif).
- Élongation de l'archentéron et individualisation du mésenchyme secondaire.

L'aplatissement des cellules composants les parois de l'archentéron entraîne des mouvements d'extension par convergence : le tube large et court devient long et mince. La larve s'aplatit, le fond de l'archentéron prolifère, et les cellules qui en résultent se détachent du blastocèle. Ces cellules édifient les mésenchyme secondaire (à l'origine des éléments sanguins).

#### Ségrégation des trois tissus
Lorsque tout cela est effectué, l’extrémité de l'archentéron face ventrale devient la bouche et le blastopore devient l'anus.
Il y a alors trois feuillets :
- externe (ectoderme) ;
- interne (endoderme) ;
- moyen (mésoderme).

### Œufs hétérolécithes

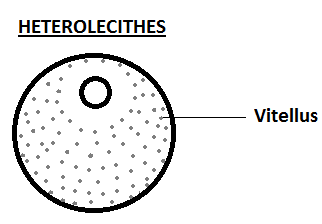
Un œuf hétérolécithe

Pour les œufs, la gastrulation débute par la formation d'un blastopore. En effet, sous le croissant gris, les mouvements d’invagination cellulaire sont observables. Un sillon incurvé horizontal, la lèvre dorsale du blastopore, se forme entraînant un enfoncement des tissus mésodermique et endodermique. Cela formera une cavité qui s’emboîtera à la première cavité formée lors de la segmentation, l'archentéron apparaît. S'ensuit une invagination de toute la zone circulaire autour de la lèvre blastoporale. Cette invagination s'entoure autour du bouchon vitellin qui est constitué par les cellules endodermiques encore visibles. Ce bouchon va ensuite se réduire progressivement en une fente blastoporale qui donnera par la suite l'anus.
Les œufs des amphibiens sont mésolécithes. Les réserves vitellines y sont moyennement abondantes et réparties de manière hétérogène, plutôt au pôle végétatif qu'au pôle animal. Les divisions cellulaires sont ralenties au pôle végétatif par la quantité de vitellus.

### Œufs télolécithes

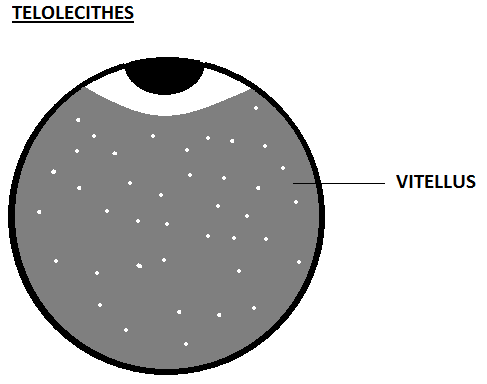
Un œuf télolécithe

Les oiseaux ont des œufs télolécithes. La réserve vitelline est très abondante, elle correspond au « jaune d'œuf ». La gastrulation a lieu après la fécondation et vient d'une segmentation partielle à cause de la quantité importante de vitellus. Les cellules du blastoderme subissent des mouvements morphogéniques marquant le début de la gastrulation. Il y a deux zones : l'aire opaque (périphérique) et l'aire pellucide (centrale). À l'un des pôles, il y a un épaississent qui porte le nom de croissant de Koller (région à partir de laquelle on va avoir des mouvements cellulaires qui vont former la ligne primitive) qui est l’équivalent du blastopore chez les œufs hétérolécithes. Les blastodermes montrent une mise en place de l'axe antéro-postérieure sachant que le croissant de Koller détermine la région postérieure de l'embryon. La ligne primitive va s'allonger vers le pôle antérieur de l'embryon et se termine par le nœud de Hensen. Puis il y a une régression de la ligne primitive, en même temps, il y a un épaississement mésodermique au niveau du nœud de Hensen. Il y a aussi un épaississement latéral pour la mise en place du mésoderme. La ligne primitive et le nœud de Hensen sont le lieu de mouvements d'immigration cellulaire qui amènent à la mise en place du feuillet mésodermique entre l'endoderme et l'ectoderme. La gastrulation régresse et laisse place à la neurulation.

### Œufs centrolécithes

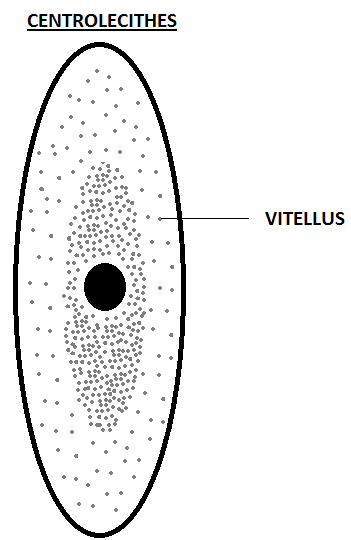
Un œuf centrolécithe

L’étude de la drosophile donne les grandes étapes de la gastrulation chez les œufs centrolécithes. Cette gastrulation par embolie commence trois heures après la fécondation. Elle se résume en deux évènements indépendants : le repliement endodermique postéro-antérieur et l’invagination du mésoderme le long de la ligne médiane. Les replis endodermiques forment une partie de l’intestin moyen. Cette invagination en position postérieure entraine l’ectoderme et donne le proctodeum, un anus primitif. À l’opposé, dans la région antérieure se forme le stomodeum, une bouche primitive délimitée par de l’ectoderme. L’ensemble formera l’archentéron, le tube digestif primitif. Pendant la gastrulation les cellules de la drosophile ne se divisent pas, mais subissent des réorganisations, et des allongements cellulaires. À la fin de la gastrulation, il y a mise en place de l’axe antéro-postérieur primitif, laissant apparaître la formation des segments visibles de l’extérieur, les parasegments.

## Type de mouvements au cours de la gastrulation
Il existe cinq types de mouvements au cours de la gastrulation dont la morphogénèse peut s'expliquer par les structures de Turing.

### Délamination

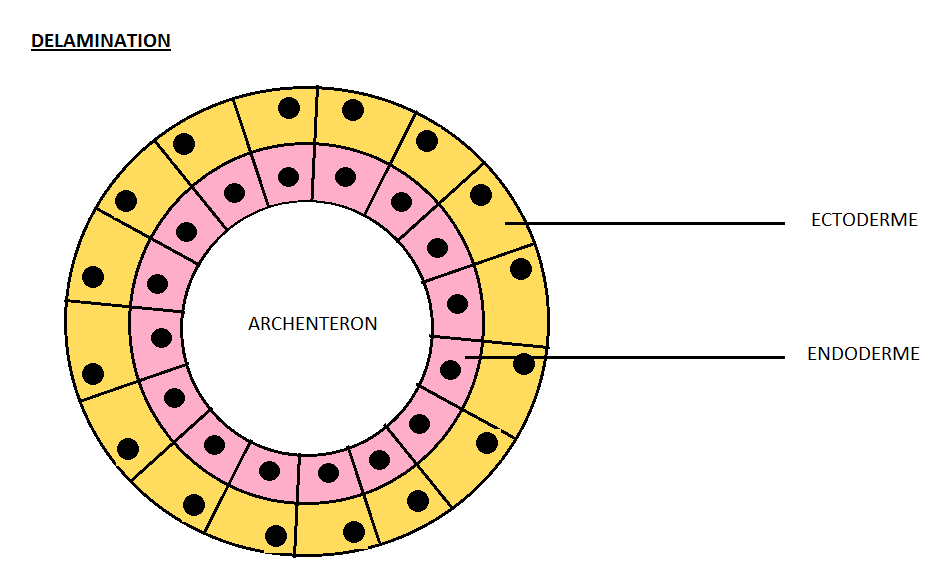
La délamination

Elle consiste à une orientation des plans de divisions cellulaires qui s'orientent parallèlement sur la surface de la blastula. Ceci entraîne la formation d'un feuillet interne, dit endoderme. Chez l'oursin il s'agit de cellules de l'ectoderme qui se détachent et qui vont vers l'intérieur de l'embryon pour former l'endoderme en se rassemblant. Ce procédé est visible chez certains cœlentérés. Certains oursins font exception.

### Immigration
Il s'agit de cellules qui migrent du blastodisque vers le blastocèle dans lequel elles deviennent libres afin de s'agencer de façon à former le feuillet interne, c'est-à-dire l'endoderme. Ce procédé est visible chez certains insectes et échinodermes.

### Embolie
Ce mouvement concerne seulement des embryons bien spécifiques. C'est-à-dire ceux qui ont un blastocèle développé et des cellules endodermiques peu chargées en réserves vitellines. Le feuillet de l'hémisphère végétatif s'enfonce dans le blastocèle ce qui le réduit. Ceci permet la création de l'archentéron (intestin embryonnaire) qui s'ouvre à l'extérieur par le blastopore, ainsi que la formation de deux ou trois feuillets suivant les groupes zoologiques. Ce procédé est visible chez certains échinodermes comme l'oursin.

### Épibolie

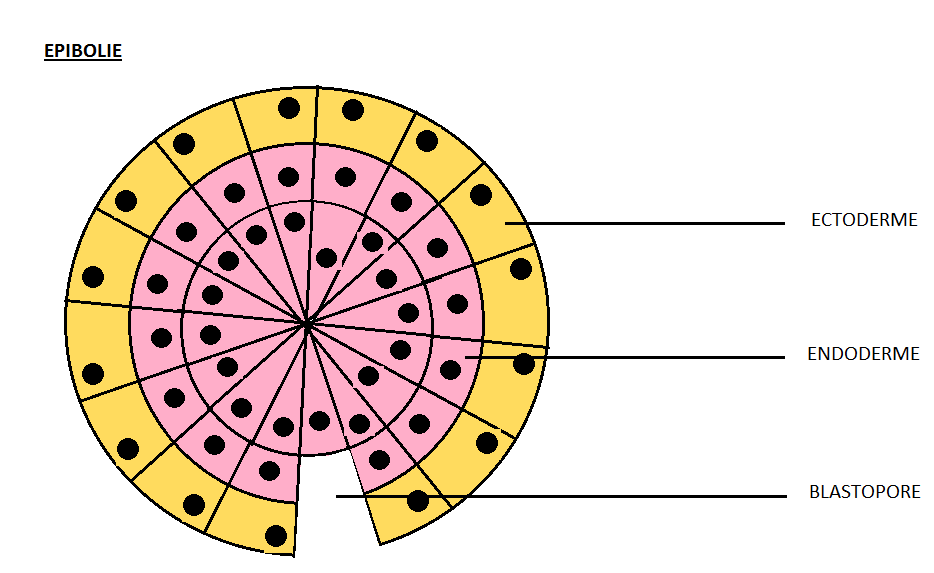
L'épibolie

Elle a lieu lorsque les blastomères végétatifs deviennent trop volumineux pour s'enfoncer dans le blastocèle ou alors lorsque le blastocèle est dit « virtuel ». C'est lorsque les cellules de l'hémisphère végétatif sont englobées par les cellules du pôle animal qui forment un feuillet et les rendent internes. Chez les amphibiens, le phénomène d'épibolie se combine au phénomène d'embolie.

### Prolifération polaire
Il y a développement de cellule à un pôle du vitellus, puis mise en place du tube digestif. Ce procédé est visible chez les oiseaux.

## Exemple de gastrulation
Les vertébrés se divisent en deux groupes :
- les anamniotes (poissons et amphibiens), dont les œufs, pondus dans l'eau, n'ont pas d'annexes embryonnaires à l'exception du sac vitellin ou de la vésicule vitelline pour les poissons ;
- les amniotes (sauropsides et mammifères), dont les œufs sont pourvus d'annexes embryonnaires (notamment amnios et allantoïde).

Cette différence, à savoir la présence ou l'absence d'annexes, se traduit par une organisation très différente de l'embryon, donc par une gastrulation très différente.

### Gastrulation des anamniotes
Si les modalités diffèrent entre les diploblastiques et les triploblastiques, le principe de la gastrulation reste le même : une fois le stade morula achevé, une partie de l'embryon s'invagine pour former une poche en son sein, lui donnant ainsi la forme d'une sphère creuse, ouverte au niveau du blastopore qui vient de s'ouvrir. Ceci, chez les espèces aquatiques, permettra à l'embryon de se nourrir : le blastopore fait office de bouche (chez les protostomiens), et la cavité à l'intérieur de l'embryon, d'intestin primitif (archentéron). Le feuillet qui reste à l'extérieur devient l'ectoderme, celui qui se retrouve à l'intérieur, l'endoderme, et celui qui se trouve coincé entre les deux précédents, le mésoderme. Lorsque ce dernier n'est pas présent, une matrice extracellulaire riche en collagène se développe et est appelée mésoglée (chez les spongiaires et les cnidaires).

### Gastrulation des amniotes
La gastrulation des amniotes est le processus conduisant à la formation du chordo-mésoblaste. La gastrulation des amniotes se caractérise par la mise en place d'un épaississement au niveau de l'épiblaste qui forme la ligne primitive. Des cellules migrent vers cette ligne primitive, se délaminent de l'ectoblaste (passent d'un état épithélial à un état mésenchyme) puis migrent individuellement à travers la ligne primitive. Ces cellules sont à l'origine de l'endoderme et du mésoderme. La ligne primitive est l'équivalent chez les amniotes du blastopore des anamniotes. La région la plus antérieure de la ligne primitive est appelée nœud de Hensen et a des fonctions inductrices de la ligne primitive et des structures neurales (homologue de l'organisateur de Spemann des anamniotes). La gastrulation est aussi la période de détermination des axes principaux de l'embryon tels que l'axe dorso-ventral définit par rapport à la chorde (origine mésoblastique). L'entoblaste est alors ventral et l'ectoblaste dorsal.